# Normaal (groupe)
Pour les articles homonymes, voir Normaal.
Normaal est un groupe néerlandais de hard rock, originaire d'Enschede.

## Histoire

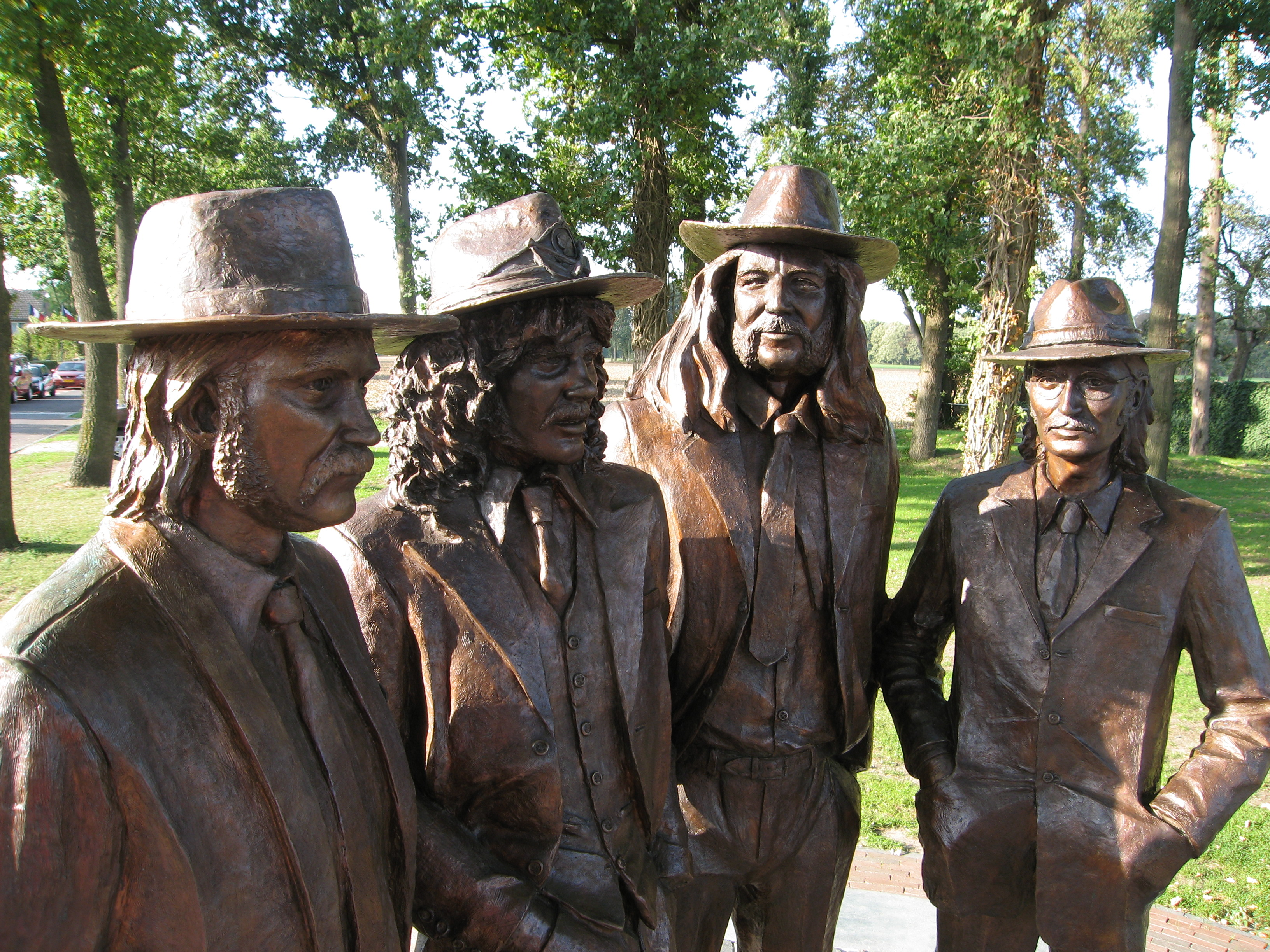
Statuts des membres du groupe.

Normaal est considéré comme le fondateur du boerenrock (rock paysan). Dans les pays germanophones, ce style pourrait être comparé par exemple à D'Hundskrippln de Bavière ou à Torfrock du nord de l'Allemagne. Les éléments régionaux comme le dialecte local, mais aussi le fait d'être paysan, sont des éléments importants de la musique et de la culture du groupe. Le groupe Normaal est formé en 1974 à Enschede par les étudiants en art (Bernhard) Bennie Jolink et Jan Manschot et connait une première percée en 1977 avec le titre Oerend hard, l'un de ses plus grands succès à ce jour. Cette chanson joue un rôle clé, car c'est le premier succès d'une chanson en néerlandais (Streektaal), qui contient déjà d'autres éléments importants de la culture du groupe : Motos, femmes et alcool. Un indice de l'importance de ce morceau est qu'il est repris et parodié à plusieurs reprises depuis sa création.
La caractéristique la plus marquante du groupe et peut-être la plus importante du boerenrock est l'utilisation de l'achterhoek, un dialecte de la Basse-Saxe qui, en allemand, serait le plus souvent qualifié de Platt. Depuis 2015, c'est-à-dire après plus de 40 ans d'existence du groupe et de nombreuses arrivées et départs de membres, plusieurs séparations et reformations ont lieu. Les membres actuels du groupe sont Bennie Jolink, Willem Terhorst, Timo Kelder et Ferdi Joly,.
Le 29 octobre 2024, Normaal annonce un concert à Lochem pour l'Ascension (29 mai 2025) avec comme invités Paul Kemper, Tessa Boomkamp et Fokko de Jong.

## Polémiques et succès ultérieurs
Peu après sa création, le groupe fait face à des interdictions de se produire et à des obligations. En 1978, le conseil municipal d'Eibergen de l'époque interdit au groupe de se produire dans la commune. Il ressort des archives que le groupe était considéré à l'époque comme indigne de la culture régionale. Trente-six ans plus tard, l'opinion officielle avait changé et la représentation a lieu en 2014.
À la fin des années 1980, le maire de l'île néerlandaise de Terschelling de l'époque veut empêcher un concert. Le groupe fait alors preuve d'imagination et se produit sous l'acronyme H.A.L.V.U. (Høkers aller Länder vereinigt euch) et rend ensuite visite au maire.
En 2006, des membres du parti SGP de la commune de Staphorst (une région au calvinisme orthodoxe prononcé) voulaient encore faire interdire les concerts de Normaal dans cette commune, car le groupe encourageait, selon les membres du parti, un langage grossier et l'abus d'alcool.
En 2012, Bennie Jolink prend position sur le plan politique en peignant le politicien populiste de droite Geert Wilders en train de rire aux côtés d'Adolf Hitler et du terroriste/tueur de masse norvégien Anders Breivik. L'arrière-plan du tableau est constitué de collines avec des croix funéraires. Cet événement fait grand bruit.

## Discographie notable

### Albums studio
- 1977 : Oerend hard (12e des charts néerlandais[9])
- 1978 : Ojadasawa (8e des charts néerlandais[9])
- 1979 : D’n Achterhoek Tsjoek (11e des charts néerlandais[9])
- 1980 : Høken is Normaal (24e des charts néerlandais[9])
- 1981 : Springlèavend  (5e des charts néerlandais[9])
- 1982 : Deurdonderen  (2e des charts néerlandais[9]) ( Or x2[10])
- 1983 : De boer is troef  (4e des charts néerlandais[9])( Or x4[10])
- 1984 : De Klok Op… Rock (2e des charts néerlandais[9]) ( Or x2[10])
- 1985 : Steen – stoal en sentiment  (1er des charts néerlandais[9])
- 1986 : Kiek uut (6e des charts néerlandais[9])
- 1987 : Noar 't café (22e des charts néerlandais[9])
- 1988 : Da's Normaal (10e des charts néerlandais[9])
- 1989 : Recht toe recht an (17e des charts néerlandais[9])
- 1990 : Normalis jubilaris (44e des charts néerlandais[9])
- 1991 : H.A.L.V.U. (25e des charts néerlandais[9])
- 1992 : Buugen of basten (27e des charts néerlandais[9])
- 1993 : Bi-j Normaal thuus (19e des charts néerlandais[9])
- 1994 : Gas d’r bi-j (6e des charts néerlandais[9])
- 1996 : Top of the Bult (8e des charts néerlandais[9])
- 1997 : Krachttoer (2e des charts néerlandais[9])
- 1998 : Høken kreng (18e des charts néerlandais[9])
- 2000 : Van tied tut tied (29e des charts néerlandais[9])
- 2001 : Ik kom altied weer terug (28e des charts néerlandais[9])
- 2003 : Vernemstig te passe (31e des charts néerlandais[9])
- 2003 : Høk en swing (43e des charts néerlandais[9])
- 2004 : Fonkel (21e des charts néerlandais[9])
- 2006 : Hier is Normaal (14e des charts néerlandais[9])
- 2009 : De Blues eLPee  (12e des charts néerlandais[9])
- 2011 : Høken in Hummelo (18e des charts néerlandais[9])
- 2012 : Halve soul helemoal høken (6e des charts néerlandais[9])
- 2013 : De wilde joaren  (13e des charts néerlandais[9])
- 2014 : Deurdonderen in de Achterhoek (18e des charts néerlandais[9])
- 2016 : Odi Profanum (66e des charts néerlandais[9])
- 2021 : Normale verhale (3e des charts néerlandais[9])

### EP
- 1985 : Zo kommen wi-j de winter deur (26e des charts néerlandais[9])

### Albums live
- 1998 : Kriebel in de konte (57e des charts néerlandais[9])
- 2016 : Ajuu de mazzel! (38e des charts néerlandais[9])
- 2024 : Nøhlen (3e des charts néerlandais[9])